# هوراس داي
هوراس داي (بالإنجليزية: Horace Day)‏ هو رسام أمريكي، ولد في 3 يوليو 1909، وتوفي في 24 مارس 1984 في الإسكندرية في الولايات المتحدة.